# Iraultza
Iraultza – baskijska organizacja terrorystyczna.

## Historia
Sformowana w 1982 roku. Aktywna była w latach 80., kiedy to przeprowadziła serię zamachów bombowych na banki i obiekty korporacji (np. w czerwcu 1986 roku przeprowadziła serię zamachów bombowych w Bilbao). Duża część z obiektów ataków należała do kapitału amerykańskiego, terroryści chcieli w ten sposób okazać solidarność z radykalną lewicą w Ameryce Łacińskiej.
Liczyła mniej niż 20 członków.

## Ideologia
Była organizacją marksistowską, która domagała utworzenia się niepodległej Baskonii. W doktrynie grupy istotną rolę odgrywał czynnik antyamerykański.